# Джордон Матч
Джордон Матч (англ. Jordon Mutch, нар. 2 грудня 1991) — англійський футболіст, що грав на позиції півзахисника.
Виступав, зокрема, за клуби «Кардіфф Сіті» та «Крістал Пелес», а також молодіжну збірну Англії.
Володар Кубка англійської ліги.

## Клубна кар'єра
Народився 2 грудня 1991 року. Вихованець юнацьких команд футбольних клубів «Дербі Каунті» та «Бірмінгем Сіті».
У дорослому футболі дебютував 2009 року виступами за команду «Герефорд Юнайтед», у якій провів один сезон, взявши участь у 3 матчах чемпіонату. 
Згодом з 2010 по 2012 рік грав у складі команд «Донкастер Роверз», «Вотфорд» та «Бірмінгем Сіті».
Своєю грою за останню команду привернув увагу представників тренерського штабу клубу «Кардіфф Сіті», до складу якого приєднався 2012 року. Відіграв за валійську команду наступні два сезони своєї ігрової кар'єри. Більшість часу, проведеного у складі «Кардіфф Сіті», був основним гравцем команди.
Протягом 2014—2015 років захищав кольори клубу «КПР».
У 2015 році уклав контракт з клубом «Крістал Пелес», у складі якого провів наступні два роки своєї кар'єри гравця. 
Протягом 2017—2021 років захищав кольори клубів «Редінг», «Крістал Пелес», «Ванкувер Вайткепс», «Кьоннам», «Олесунн» та «Вестерн Сідней Вондерерз».
Завершив ігрову кар'єру у команді «Макартур», за яку виступав протягом 2021—2022 років.

## Виступи за збірні
У 2007 році дебютував у складі юнацької збірної Англії (U-17), загалом на юнацькому рівні взяв участь у 10 іграх.
У 2011 році залучався до складу молодіжної збірної Англії. На молодіжному рівні зіграв в одному офіційному матчі.

## Титули і досягнення
- Володар Кубка англійської ліги (1):

«Бірмінгем Сіті»: 2010-2011